# Cisco HDLC
 (novembre 2023).
Si vous disposez d'ouvrages ou d'articles de référence ou si vous connaissez des sites web de qualité traitant du thème abordé ici, merci de compléter l'article en donnant les références utiles à sa vérifiabilité et en les liant à la section « Notes et références ».
 (novembre 2023).
Cisco HDLC (aussi appelé cHDLC) est un protocole de transmission synchrone sur lien série. Il est au niveau 2 du modèle OSI. C'est une extension du protocole High-Level Data Link Control (HDLC) développé par Cisco.  Souvent décrit comme propriétaire car non standardisé, il est, en fait, ouvert et largement distribué. D'autres constructeurs de matériel que Cisco utilisent ce protocole.

## Trame cHDLC
Cette table décrit l'organisation de la trame cHDLC.
| Address | Control | Protocol Code | Information                                        | Frame Check Sequence (FCS) | Flag   |
| ------- | ------- | ------------- | -------------------------------------------------- | -------------------------- | ------ |
| 8 bits  | 8 bits  | 16 bits       | Variable length, 0 or more bits, in multiples of 8 | 16 bits                    | 8 bits |

- Le champ address est utilisé pour indiquer le type de paquet : 0x0F Unicast et 0x8F Broadcast.
- Le champ control est toujours à zéro (0x00).
- Le champ protocol indique le type de protocole encapsulé dans la trame cHDLC (par exemple 0x0800 pour Internet Protocol).